# 亞特蘭大 (密蘇里州)
亞特蘭大（英語：Atlanta）是位於美國密蘇里州梅肯縣的城市。

## 人口
根據2020年美國人口普查的數據，亞特蘭大的面積為0.89平方千米，皆為陸地。當地共有人口379人，而人口密度為每平方千米426人。